# 郝庄乡 (无极县)
郝庄乡，是中华人民共和国河北省石家庄市无极县下辖的一个乡镇级行政单位。

## 行政区划
郝庄乡下辖以下地区：
西郝庄村、西中郝庄村、东中郝庄村、东郝庄村、西陈村、东陈村、裴里村、东北远村、西北远村、北郝庄村、西东门村、东东门村、固汪村、黄台村、东门营村、牛辛庄村、北店尚村、东店尚村和西店尚村。